# Casino Leger
Casino Leger ist das erste aufgeführte eigenständige Bühnenstück des Autorenteams Günter Senkel und Feridun Zaimoglu.
Bei dem 2003 uraufgeführten Dreipersonenstück handelt es sich um ein Auftragswerk für das Schauspiel Frankfurt.
Casino Leger handelt von Männern, die Macht ausübende Frauen nicht gewohnt sind und an einer Exemplarin dieser Art (echt krass voll total überfordert) zu Grunde gehen.
Peter ist ein nicht kreditwürdiger Buchhändler ohne Laden.
Sein letztes Geld verspielt er in dem Casino Leger.
Dafür gewinnt er die Jacqueline.
Die Jacqueline ist jedoch nicht angetan von dem muffigen Lebensstil Peters und erweist sich, als sie den Rapper Johannes, einen angeblichen Wehrkraftzersetzer, mit nach Hause bringt, nicht mehr als Heiratskandidatin.
Danach spielt die Jacqueline die ihr tödlich langweiligen, aber sich nach ihr verzehrenden Männer gegeneinander aus, bis diese völlig verzweifelt sind.
Die Jacqueline jedoch führt auf Kosten dieser Männer ein luxuriöses Leben.